# Fackellilja
Fackellilja (Kniphofia uvaria) är en grästrädsväxtart som först beskrevs av Carl von Linné, och fick sitt nu gällande namn av Lorenz Oken. Fackellilja ingår i fackelliljesläktet som ingår i familjen grästrädsväxter. Arten förekommer tillfälligt i Sverige, men reproducerar sig inte. Inga underarter finns listade i Catalogue of Life.